# Marič
Marič je priimek več znanih Slovencev:
- Aleš Marič (*1967), častnik, vojaški diplomat
- Franc Marič (1791—1844), učitelj in pisatelj
- Janez Marič (*1975), biatlonec, smučarski tekač